# Jardines del Turó del Putxet
Los jardines del Turó del Putxet, también conocidos como parque del Turó del Putxet o parque del Putxet a secas (a veces también escrito Putget), se encuentran en el barrio de El Putxet i el Farró, perteneciente al distrito de Sarriá-San Gervasio de Barcelona, con accesos por las calles de Manacor, Marmellà y Ferran Puig. Se hallan en una colina denominada Turó del Putxet, de 178 metros de altura, perteneciente a las estribaciones del Tibidabo (sierra de Collserola). Esta zona fue urbanizada y convertida en parque público en 1970, con un proyecto de Joaquim Casamor. En 2011 fueron ampliados por Patrizia Falcone. Tiene una superficie de 3,97 hectáreas.

## Historia
Antiguamente se encontraba en este lugar una capilla del siglo XVII. La zona empezó a ser poblada hacia 1870, con la construcción de diversas torres de veraneo para la burguesía barcelonesa. Los terrenos de los jardines pertenecían a una antigua finca llamada Torre Espanya, perteneciente a la familia Morató. En 1917 la zona fue incluida en un plan de preservación de zonas verdes, aunque hasta 1970 no se formalizó la constitución de un parque público.

## Descripción
Los jardines cuentan con un mirador, un observatorio geodésico y una estación meteorológica en la cima de la colina, así como una zona de pícnic, un área de juegos infantiles, un área para perros, pistas de petanca, mesas de ping-pong y servicios públicos. Los caminos son de macadán, rodeados de una exuberante vegetación, preferentemente de tipo mediterráneo: pino blanco (Pinus halepensis), pino piñonero (Pinus pinea), cedro del Himalaya (Cedrus deodara), encina (Quercus ilex), olivo (Olea europaea), mimosa (Acacia dealbata, Acacia melanoxylon y Acacia retinodes), paraíso sombrilla (Melia azederach), acacia (Robinia pseudoacacia), pimentero falso (Schinus molle), árbol del paraíso (Elaeagnus angustifolia), tipuana (Tipuana tipu), acacia de Japón (Sophora japonica), almez (Celtis australis), plátano (Platanus × hispanica), palmito (Chamaerops humilis), yuca (Yucca gigantea), ciprés (Cupressocyparis leylandii, Cupressus glabra, Cupressus macrocarpa y Cupressus sempervirens), etc.